# Тимчасовий комітет Державної думи

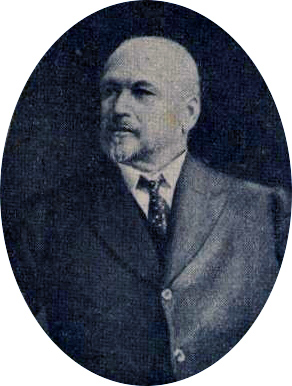
М. В. Родзянко — голова Тимчасового комітету Державної думи.

Тимчасовий комітет Державної думи (повна назва: Тимчасовий комітет членів Державної Думи для відновлення порядку і для зносин з особами та установами; також: Виконавчий комітет Державної думи) — вища надзвичайна державна установа в дні Лютневої революції 1917 року, утворена 27 лютого (ст. ст.) 1917 року протягом приватної наради членів Державної думи Російської імперії.

## Історія створення та діяльність

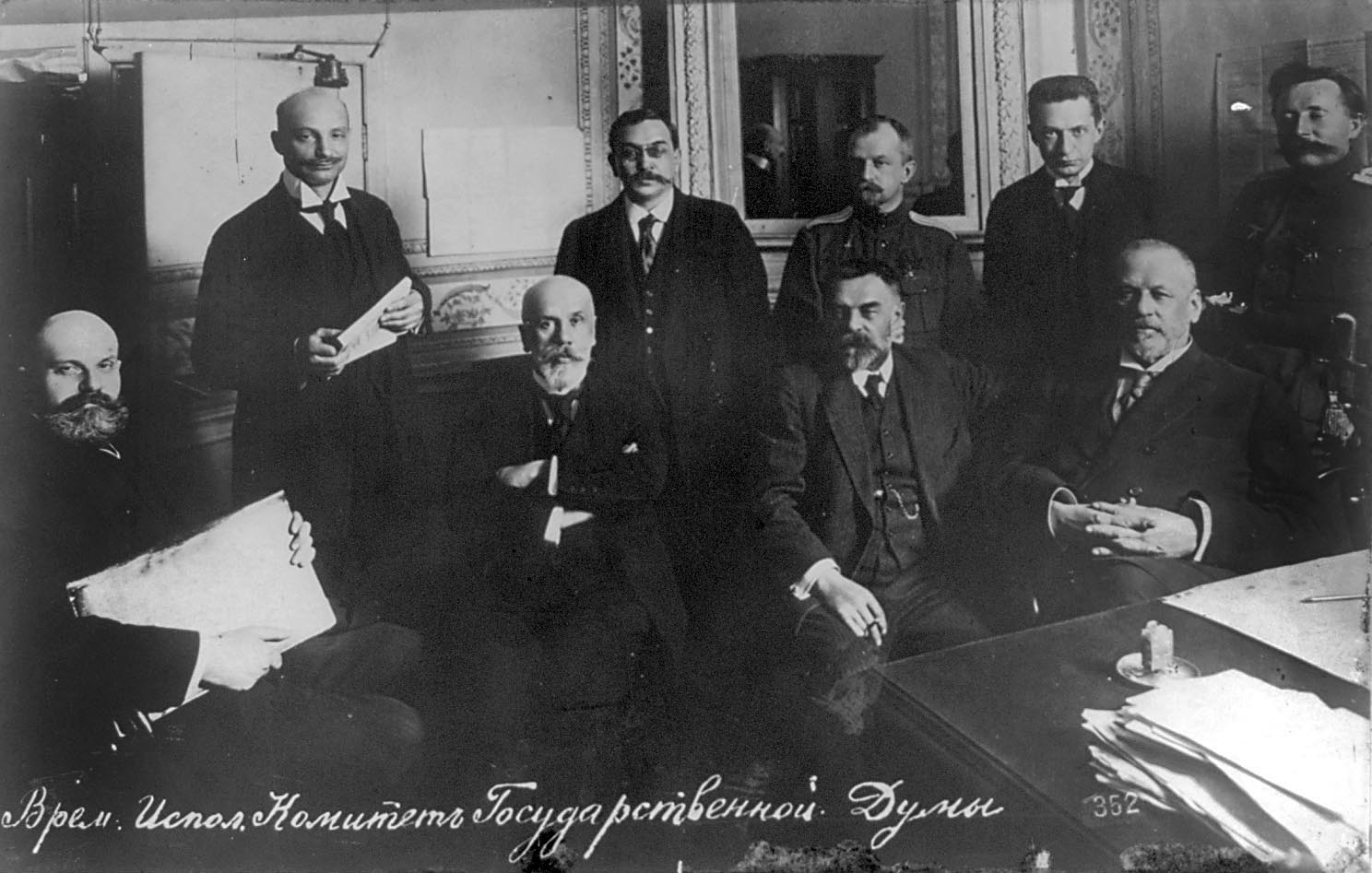
Члени Тимчасового комітету Державної думи. Сидять (зліва направо): Г. Є. Львов, В. О. Ржевський, С. І. Шидловський, М. В. Родзянко. Строять: В. В. Шульгін, І. І. Дмитрюков, Б. О. Енгельгардт, О. Ф. Керенський, М. О. Караулов.

Одночасно зі створенням Петроградської ради робітничих і солдатських депутатів, ввечері 27 лютого (12 березня) 1917 року, Прогресивний блок та ліві депутати (трудовики й соціал-демократи) Думи зібрали приватну нараду і, за пропозицією кадета П. М. Мілюкова, утворили Тимчасовий комітет Державної Думи, сесії якої були припинені указом імператора Миколи II раніше, 25 лютого. Склад ТКДД був визначений Радою старійшин Державної думи — 12 осіб на чолі з М. В. Родзянко.
У ТКДД увійшли представники всіх фракцій Думи, за винятком правомонархічних:
- М. В. Родзянко (голова Державної думи, земець-октябрист)
- Н. В. Некрасов (кадет)
- І. І. Дмитрюков (секретар Думи, лівий октябрист)
- В. O. Ржевскій (прогресисти)
- М. С. Чхеїдзе (одночасно голова виконкому Петроградської ради робітничих і солдатських депутатів, соціал-демократ)
- О. Ф. Керенський (одночасно заступник голови виконкому Петроради, есер-трудовик)
- П. Н. Милюков (кадет)
- О. І. Коновалов (прогресисти)
- М. О. Караулов (незалежний)
- С. І. Шидловскій (голова бюро Прогресивного блоку, голова фракції лівих октябристів)
- В. В. Шульгін (лідер фракції «прогресивних російських націоналістів» у Думі)
- В. М. Львов (голова думської фракції Центру).

Декількома годинами пізніше до Комітету увійшов Б. О. Енгельгардт (комендант петроградського гарнізону, позапартійний).
Для управління міністерствами ТКДД призначив 24 комісари, створив військову, продовольчу та інші комісії. Комісари почали заміщувати міністрів царського уряду і розпочали роботу негайно, вже з вечора 27 лютого. Самі міністри царського уряду в цей час вже переховувалися в Адміралтействі.
У той же день ТКДД видав відозву, опубліковану 28 лютого 1917 року:
 
| Від Тимчасового Комітету Держ. Думи. Тимчасовий Комітет членів Державної Думи у важких умовах внутрішньої розрухи, викликаної заходами старого уряду, знайшов себе вимушеним взяти в свої руки відновлення Державного та громадського порядку. Усвідомлюючи всю відповідальність прийнятого ним рішення, Комітет висловлює впевненість, що населення і армія допоможуть йому з важким завданням створення нового уряду, який би відповідав побажанням населення і міг користуватися його довірою Голова Державної Думи М. Родзянко. 27 лютого 1917 р. |
Таким чином, з вечора 27 лютого до 2 березня 1917 ТКДД виконував роль центральної верховної влади в країні, перебравши повноваження ще існуючого законного монарха. 2 березня 1917 ТКДД сформував Тимчасовий уряд, а Микола II під тиском Родзянко та інших членів думи, а також ряду воєначальників, зокрема, начальника штабу Ставки М. В. Алексєєва і командувача Північним фронтом М. В. Рузського зрікся престолу, підписавши одночасно указ про призначення головою Ради Міністрів фактично вже на цей момент призначеного ТКДД Г. Є. Львова. Крім того, ТКДД почав призначати своїх комісарів в усі міністерства та інші органи влади, усунувши з посади царських чиновників.
Після сформування Тимчасового уряду, у складі ТКДД залишилося 7 осіб: Родзянко, Шульгін, Караулов, Дмитрюков, Ржевський, Шидловський, Енгельгардт; 8 березня Караулов склав повноваження члена ТКДД у зв'язку з від'їздом до Владикавказу як комісара Тимчасового уряду і ТКДД. До складу ТКДД було обрано ряд нових членів. З липня 1917 ТКДД був усунутий від безпосередньої участі у формуванні уряду, але відігравав важливу роль у формуванні нових місцевих органів влади.
Скасований Тимчасовим урядом 6 жовтня(ст. ст.) 1917 року у зв'язку з виданням акту про розпуск Державної думи.

## Міжнародне визнання
1 березня Комітет і 24 перших російських комісари, отримали визнання Великої Британії та Франції, союзників Російської імперії у Першій світовій війні.

## Виноски
1. 1 2 3  Державна Дума Російської імперії 1906—1917: енциклопедія. М.: Російська політична енциклопедія, 2008, стор 108.
2. ↑  А. І. Денікін Нариси російської смути РОЗДІЛ IV. Революція в Петрограді. [Архівовано 6 жовтня 2013 у Wayback Machine.](рос.)
3. ↑  «Извѣстія Петроградскаго Совѣта Рабочихъ Депутатовъ». 28 февраля 1917, № 1, стр. 2 (точные орфография и редакция источника).
4. 1 2  Державна Дума Російської імперії 1906—1917: енциклопедія. М.: Російська політична енциклопедія, 2008, стор. 109.(рос.)